# Anadenobolus motulensis
Anadenobolus motulensis är en mångfotingart som först beskrevs av Chamberlin 1938.  Anadenobolus motulensis ingår i släktet Anadenobolus och familjen Rhinocricidae. Inga underarter finns listade i Catalogue of Life.